# يوحنا الأفسسي
يوحنا الأفسسي (القرن السادس للميلاد) هو حَبْر ومؤرخ سرياني.
يعرف أيضا بـ «الأسيوي» و«الآمدي». توفي في حدود سنة 586 أو 587 م.

## روابط خارجية
- يوحنا الأفسسي على موقع الموسوعة البريطانية (الإنجليزية)